# Le Maniaque (film, 1963)
Pour les articles homonymes, voir Le Maniaque et Maniac.
Pour plus de détails, voir Fiche technique et Distribution.
Le Maniaque (The Maniac) est un thriller psychologique britannique réalisé par Michael Carreras, sorti le 20 mai 1963 au Royaume-Uni.

## Synopsis
L'histoire se déroule dans le sud de la France. Geoff, un artiste peintre américain, s'est fait larguer par sa riche maîtresse Grace. Il s'installe dans une pension de famille tenue par la gérante d'un café, Eve, une femme séduisante d'âge moyen, et sa belle-fille Annette. Le père d'Annette, George, purge actuellement sa peine dans un hôpital psychiatrique pour criminels dangereux à la suite d'un grave délit : il aurait, quelques années auparavant, brutalement assassiné un certain Janiello, le violeur d'Annette, en l'attaquant avec un chalumeau. Geoff ne tarde pas à s'intéresser à la jeune et séduisante Annette, mais il est séduit par Eve. Mais les sentiments d'Eve sont-ils vraiment sérieux ou n'a-t-elle pas plutôt des plans perfides et sinistres dans lesquels Geoff est censé jouer un rôle central ?
Eve dit qu'elle ne pourra pas partir avec Geoff avant et qu'elle ne pourra pas prendre un nouveau départ ensemble tant que son ex George sera enfermé dans un asile d'aliénés. Eve tente de convaincre Geoff de libérer George. L'Américain accepte effectivement et George est libéré. Mais un autre cadavre apparaît. Ce deuxième mort est-il peut-être aussi le fait de George ? Au cours des jours et des semaines qui suivent, des événements mortels se produisent, ce qui laisse penser que George est toujours dans la région et qu'il prépare de sombres plans contre sa propre famille. Mais ni George ni Eve ne sont ce qu'ils semblent être, et l'inspecteur de police Etienne, qui entre en scène à la suite de Georges, a bientôt fort à faire pour démêler l'écheveau confus des relations. Est-ce vraiment Georges le fou au chalumeau ou est-il peut-être allé en prison pour Eve ? Geoff doit bientôt se rendre à l'évidence : en se montrant serviable, il s'est mis en grand danger.

## Fiche technique
- Titre français : Le Maniaque[1]
- Titre original : The Maniac
- Réalisation : Michael Carreras
- Scénario : Jimmy Sangster
- Musique : Stanley Black
- Montage : Tom Simpson
- Décors : Bernard Robinson
- Production : Jimmy Sangster
- Cinématographie : Wilkie Cooper
- Studio de production : Hammer Film Productions
- Pays de production :  Royaume-Uni
- Langue originale : anglais britannique
- Format : noir et blanc - 2,35:1 - Son mono (Westrex Recording System) - 35 mm
- Genre : Thriller psychologique
- Durée : 86 minutes
- Date de sortie : 
  - Royaume-Uni : 20 mai 1963

## Distribution
- Kerwin Mathews : Jeff Farrell
- Nadia Gray : Eve Beynat
- Donald Houston : Henri
- Liliane Brousse : Annette Beynat
- George Pastell : Inspecteur Etienne
- Arnold Diamond : Janiello
- Norman Bird : Salon
- Justine Lord : Grace
- Jerold Wells : Giles

## Production
Le film a été tourné en noir et blanc en Camargue, dans le sud de la France, et dans les studios britanniques de la MGM à Borehamwood, dans le Hertfordshire, et en partie dans les studios de Bray, dans le Berkshire.

## Accueil critique
Andy Black a écrit : « Le Maniaque a été écrit et produit par Jimmy Sangster, avec Michael Carreras à la réalisation, et quel réalisateur sous-estimé il était. Donald Houston incarne George, un évadé d'un asile français (de toute évidence, Les Diaboliques ont eu un grand effet sur Sangster, qui a également tourné Hurler de peur en France) qui veut tuer l'amant de sa femme. La femme est Nadia Gray, et l'amant est Kerwin Mathews. Houston ne joue pas assez, et a aussi un fétiche pour les torches oxy-acétyléniques, avec lesquelles il sème la panique. D'une durée de 86 minutes, plein de petits rebondissements et de moments chocs de type « qui est derrière la porte », ce film fonctionne vraiment la première fois que vous le voyez, mais ce n'est pas un film à regarder de façon répétée ».
Turner Classic Movies a écrit : « Le Maniaque a d'excellentes qualités de mise en scène mais peine sous le poids d'un énième scénario de Jimmy Sangster, attendu et maniéré... Le jeu des acteurs est bon, en particulier celui de Kerwin Mathews et de Liliane Brousse » ; et dans le New York Times, Bosley Crowther a écrit : « Le Maniaque a une chose pour lui : une intrigue d'une ruse extraordinaire. ...(Il) se dote d'un suspense frémissant qui mijote, grésille et explose dans un retournement de situation soigné », bien qu'il ait conclu que « la réalisation de Michael Carrera est inégale et les personnages sont généralement flasques... Maniac reste un projet frappant, avec des tentacules sataniques, pour un bien meilleur film ».